# Void (Band)
Void war eine dem frühen D.C. Hardcore zugerechnete Hardcore-Band aus Columbia.

## Geschichte
Die Band wurde 1980 gegründet, nachdem sich die späteren Mitglieder nach einem Konzert der Band The Teen Idles in Baltimore mit deren Mitgliedern angefreundet und in der Folge zahlreiche Hardcore-Konzerte in Washington besucht hatten. Im November 1981 nahmen sie in den Hit and Run Studios in Baltimore eine Demokassette mit 20 Stücken auf. Durch die Teen Idles lernten Stover und Finnegan Ian MacKaye kennen, der das Dischord-Label betrieb. Dischord presste im Februar 1982 drei Titel der Band auf den genreprägenden Sampler Flex Your Head. Ebenfalls bei Dischord erschien im September 1982 ein Split-Album mit The Faith. Ab 1983 begann Void, Metal-Einflüsse in ihre Musik einzuarbeiten – mehrere Jahre, bevor dies im US-amerikanischen Hardcore zu einer allgemeinen Entwicklung wurde. Im April 1983 trat Void als Headliner eines Konzerts im CBGBs in New York auf, bei dem sich Sänger Weiffenbach bereits nach einer Minute beim Sprung von einem Verstärker den Fuß brach. Im Sommer 1983 nahm die Band ein Album für das damals in Detroit ansässige Label Touch and Go Records auf, das jedoch nie veröffentlicht wurde, da es dem Label zum Aufnahmezeitpunkt zu Metal-lastig war und die Band später einer Veröffentlichung nicht mehr zustimmte. 1984 löste sich Void auf.
Die 1981er-Demokassette wurde 1992 vom Minilabel Eye 95 Records aus Ocean City als EP veröffentlicht. 2006 war die Band mit einem Titel auf dem Soundtrack des Films American Hardcore vertreten. 2011 trat Greg Anderson vom Plattenlabel Southern Lord an Stover und Dupree heran, um die Veröffentlichung einer Void-Diskografie vorzuschlagen. Die beiden besprachen den Vorschlag mit Ian MacKaye, der seinerseits Interesse an der Veröffentlichung signalisierte, so dass schließlich Dischord ein Kompilationsalbum mit bis dato unveröffentlichten Titeln der Band herausbrachte. 2015 war Void in der Dokumentation Salad Days: A Decade of Punk in Washington, DC (1980-90) des Filmemachers Scott Crawford prominent vertreten.
Gitarrist Dupree spielte später Gitarre für Soundgarden und Moby. Schlagzeuger Finnegan arbeitete als Techniker am Set der Fernsehserie The Wire und verstarb 2008 43-jährig an einem Herzinfarkt.

## Stil
Void kam aus einer Kleinstadt zwischen Baltimore und Washington und gehörte mithin nicht zum harten Kern der D.C.-Hardcore-Szene. Sie wich musikalisch vom klassischen D.C.-Sound ab und experimentierte im Gegensatz zu ihren Straight-Edge-Labelkollegen viel mit Drogen, was sich auf ihren Sound auswirkte. Gitarrist Dupree trug durch sein Äußeres (er ist halb Schwarzer und halb Filippino) zum Exotenstatus der Band innerhalb der von Weißen dominierten Hardcore-Szene bei. Das Wochenmagazin Washington City Paper streicht die Bedeutung von Void als einer der ersten Bands, die Hardcore und Metal zum später angesagten Crossover-Sound mischten, hervor. Die Band selbst gibt für diese Entwicklung Motörhead, Iron Maiden, Black Sabbath und den frühen Ted Nugent als Einflüsse an. In einer Rezension der 2011er-Kompilation Sessions 1981-83 bezeichnete das Washington City Paper die Beiträge auf dem Flex Your Head-Sampler retrospektiv als „herrlich verstört“ und „klangliches Chaos“, bescheinigte der Band prinzipiell einen „merkwürdigen, vor-vorstädtischen Humor“ und konstatierte, Void fing mehr noch als Minor Threat oder The Faith den Geist des D.C. Hardcore ein. Steven Blush bezeichnete in seiner Hardcore-Anthologie American Hardcore: A Tribal History die Musik von Void als „schnellen, gitarrenlastigen Lärm“, der die Grenzen des Hardcore auslote, und räumte die Vorreiterrolle der Band als erste Metal-Crossover-Band ein. John Brannon von Negative Approach bezeichnete die Band als „völlig außer Kontrolle“ und das Split-Album mit The Faith als „Klassiker dieser Zeit“. Das Cvltnation-Magazin urteilte über den Sound der Band, sie hätte so geklungen, als hätte sie sich „ständig am Rande eines Zusammenbruchs“ befunden, und befand über ihren Einfluss auf die Hardcore-Szene: „Their artistic aesthetic predated the black metal scene and they laid the foundation for post-hardcore before hardcore was even hardcore. And they were always on LSD.“ (Deutsch: „Ihre künstlerische Ästhetik nahm die Black-Metal-Szene vorweg, und sie legten den Grundstein für Post-Hardcore bereits bevor Hardcore überhaupt Hardcore war. Und sie waren immer auf LSD.“) Die Musikjournalisten Mark Andersen und Mark Jenkins bezeichnen Void gemeinsam mit Scream als die beiden bekanntesten frühen Vorstadt-Hardcore-Bands Washingtons. Bruce Pavitt vom Sub-Pop-Fanzine schrieb, der Void-Teil der Split-LP mit The Faith sei „eine der aussagekräftigsten Platten, die ich je gehört habe“.

## Diskografie
- 1982: Split-Album mit The Faith (Dischord Records)
- 1992: Condensed Flesh (EP, Eye 95 Records, posthum)
- 2011: Sessions 1981-83 (Kompilation, Dischord)